# جورج غروسفينور
جورج غروسفينور (بالإنجليزية: George Grosvenor)‏ هو لاعب كرة قدم أمريكية أمريكي، ولد في 4 أغسطس 1910 في جفرسون في الولايات المتحدة، وتوفي في 20 سبتمبر 2001 في بويبلو في الولايات المتحدة.

## وصلات خارجية
- جورج غروسفينور على موقع مرجع كرة القدم المحترفة.كوم (الإنجليزية)